# Uropterygius concolor
Uropterygius concolor és una espècie de peix de la família dels murènids i de l'ordre dels anguil·liformes.

## Morfologia
Els mascles poden assolir els 50 cm de longitud total.

## Distribució geogràfica
Es troba des del Mar Roig i l'Àfrica oriental fins a les Illes Marqueses, les Illes de la Societat, el sud del Japó, Nova Caledònia i les Illes Carolines.